# Michael Gerber (Bischof)

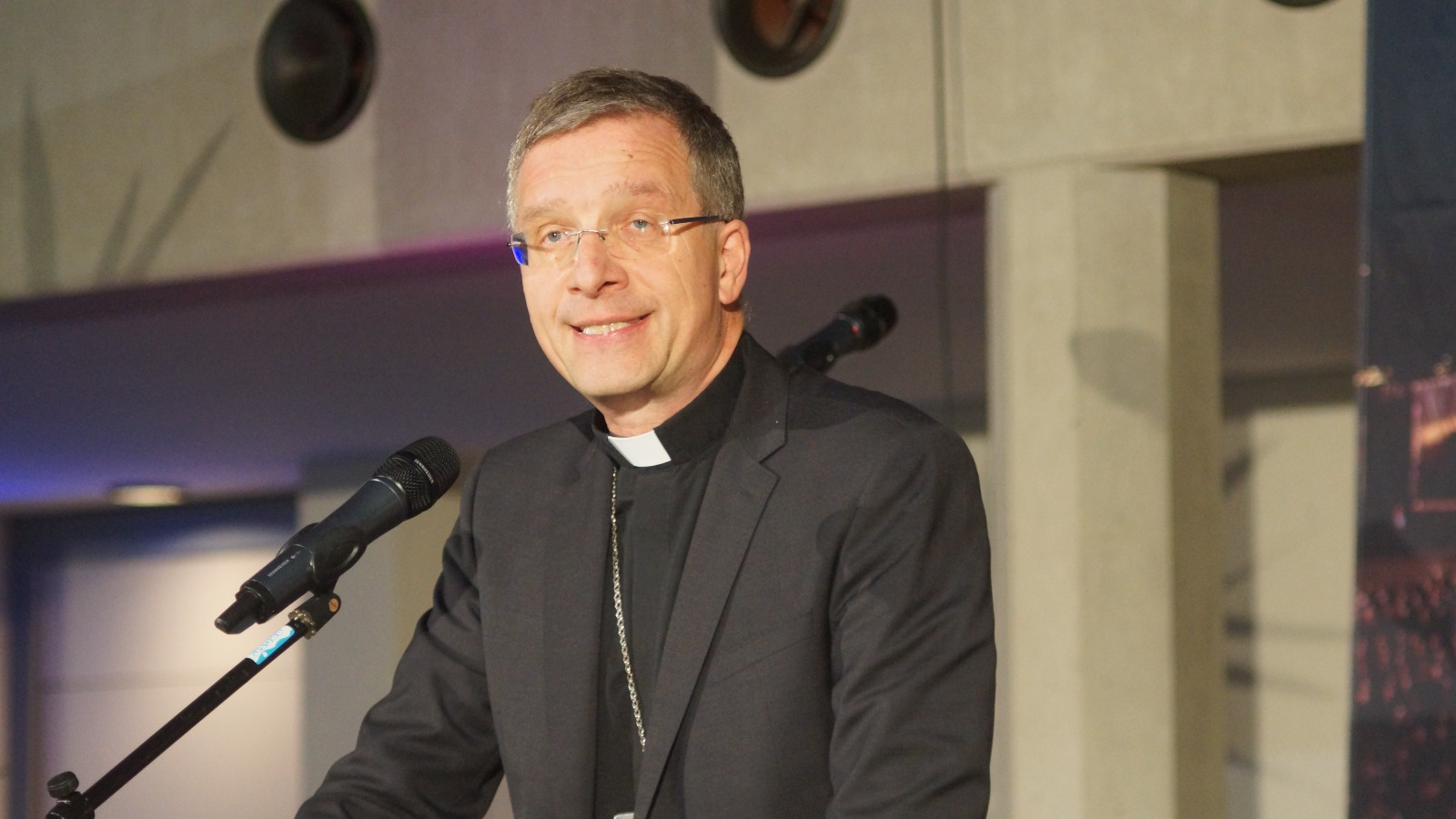
Bischof Dr. Michael Gerber (2024)

Wappen von Michael Gerber als Bischof von Fulda

Wappen von Michael Gerber als Weihbischof in Freiburg

Michael Gerber (* 15. Januar 1970 in Oberkirch) ist ein deutscher römisch-katholischer Geistlicher, Bischof von Fulda und stellvertretender Vorsitzender der Deutschen Bischofskonferenz.

## Leben
Michael Gerber studierte nach seinem Abitur am Hans-Furler-Gymnasium in Oberkirch von 1989 bis 1995 Philosophie und Katholische Theologie an der Albert-Ludwigs-Universität Freiburg und an der Päpstlichen Universität Gregoriana in Rom.
Nach Tätigkeiten in Bietigheim bei Rastatt (1992–1993), in der Pfarrei Herz Jesu in Ettlingen und in der Pfarrei St. Georg in Völkersbach bei Malsch (1995–1996) erhielt er 1996 die Diakonenweihe. Am 11. Mai 1997 empfing er durch Erzbischof Oskar Saier das Sakrament der Priesterweihe. Er war Kaplan in Malsch bei Ettlingen (1997–1999) und Hochschulseelsorger der katholischen Hochschulgemeinde Freiburg-Littenweiler (1999–2001). 2002 wurde er Subdirektor am Erzbischöflichen theologischen Konvikt und engagierte sich für die Studienphase der Priesterkandidaten. 2006 wurde Gerber zum Subregens am Erzbischöflichen Priesterseminar Freiburg ernannt. 2007 wurde er mit einer Arbeit zu theologisch-anthropologischen Grundlagen für die Formung und Ausbildung geistlicher Berufe zum Dr. theol. promoviert (magna cum laude). Von 2011 bis 2014 war er Regens des Erzbischöflichen Priesterseminars Collegium Borromaeum in Freiburg im Breisgau.
Bereits seit seiner Jugend engagierte er sich in der Schönstattbewegung und trat während seiner Studienzeit dem Säkularinstitut Schönstatt-Institut Diözesanpriester bei. Von 2005 bis 2013 gehörte er der Generalleitung der internationalen Priestergemeinschaft an.

### Weihbischof in Freiburg
Am 12. Juni 2013 ernannte ihn Papst Franziskus zum Titularbischof von Migirpa und zum Weihbischof in Freiburg. Die Bischofsweihe spendete ihm der Freiburger Erzbischof Robert Zollitsch am 8. September desselben Jahres im Freiburger Münster. Mitkonsekratoren waren die Freiburger Weihbischöfe Bernd Uhl und Rainer Klug. Sein Wahlspruch lautete Tecum in foedere („Mit dir im Bund“). Im Erzbistum Freiburg war er Bischofsvikar für Gemeinschaften und Personen des geweihten Lebens, Geistliche Gemeinschaften und Bewegungen sowie pastorale Bildung und Beratung.
Michael Gerber ist Mitglied der  Kommission für Geistliche Berufe und Kirchliche Dienste sowie der Jugendkommission der Deutschen Bischofskonferenz.

### Bischof von Fulda
Michael Gerber wurde nach der Wahl durch das Fuldaer Domkapitel am 13. Dezember 2018 durch Papst Franziskus als Nachfolger von Heinz Josef Algermissen zum Bischof von Fulda ernannt und am 31. März 2019 mit einem festlichen Pontifikalamt im Fuldaer Dom in sein Amt eingeführt.
Am 26. September 2023 wählte die Deutsche Bischofskonferenz bei ihrer Herbstvollversammlung in Wiesbaden-Naurod Gerber zu ihrem stellvertretenden Vorsitzenden. Er ist Nachfolger des emeritierten Osnabrücker Bischofs Franz-Josef Bode.
Im Juli 2025 gab er bekannt, an Krebs erkrankt zu sein.

## Positionen (Auswahl)
Im Juni 2021 befürwortete Gerber die Reformforderungen des Synodalen Weges wie die Frauenordination, die Reform der Sexualmorallehre und verheiratete Priester (viri probati).

## Schriften
- Michael Gerber: Zur Liebe berufen. Pastoraltheologische Kriterien für die Formung geistlicher Berufe in Auseinandersetzung mit Luigi M. Rulla und Josef Kentenich. Echter Verlag, Würzburg 2008, ISBN 978-3-429-02993-7 (Dissertation).
- Michael Gerber: Barfuß klettern. Ermutigungen für Christen heute. Herder, Freiburg 2015, ISBN 978-3-451-38821-7.